# St. Jakobus der Ältere (Branchewinda)

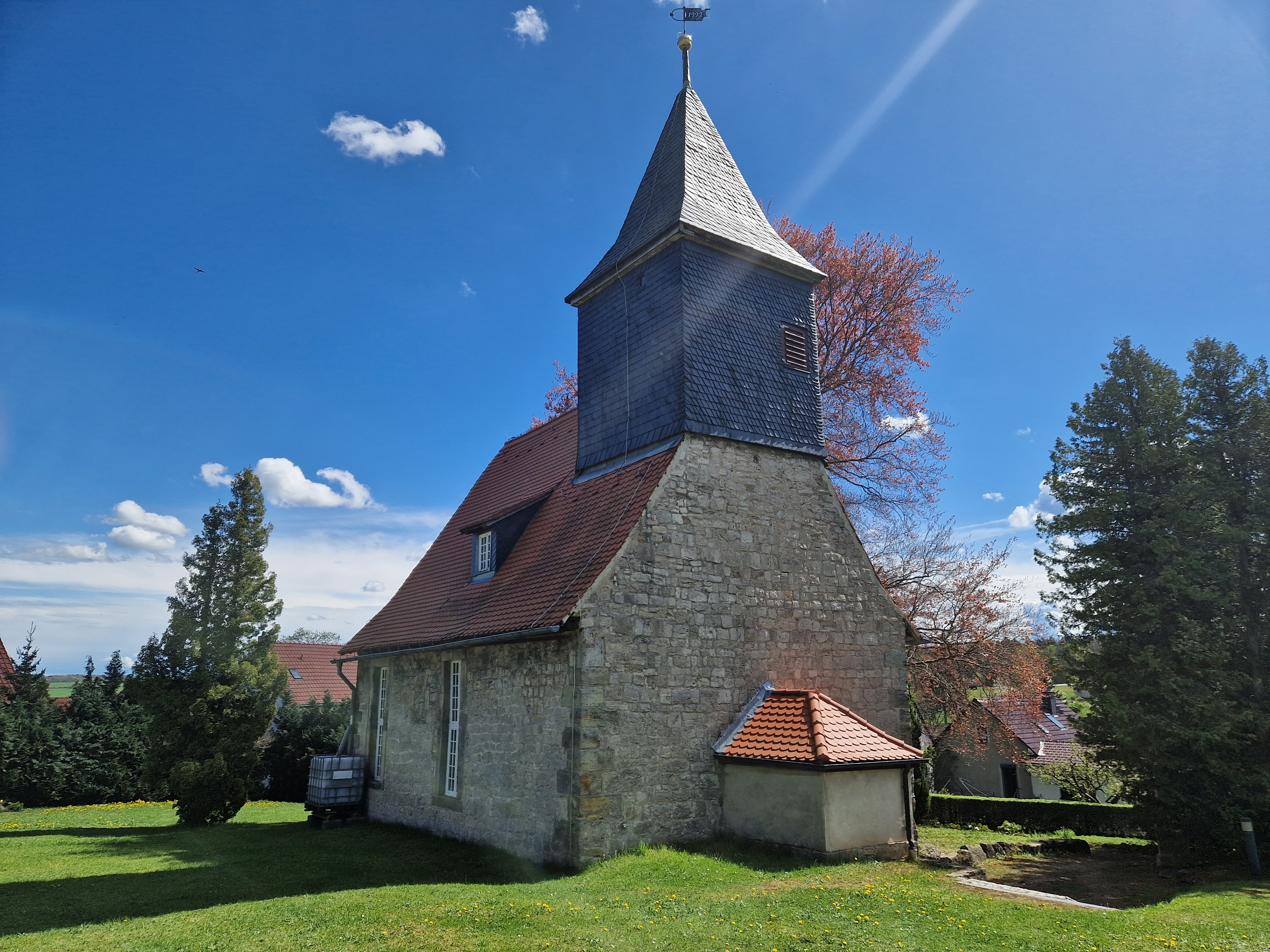
Die Kirche

Die evangelische Dorfkirche St. Jakobus des Älteren steht in Branchewinda, einem Ortsteil der Stadt Arnstadt im Ilm-Kreis in Thüringen. Sie gehört zum Pfarramt Marlishausen im Kirchenkreis Arnstadt-Ilmenau der Evangelischen Kirche in Mitteldeutschland.

## Geschichte
Die etwa im 12. Jahrhundert im romanischen Baustil errichtete Kirche besitzt eine halbrunde Apsis sowie ein romanisches Fenster an der Nordwand. Das Mauerwerk hat Ritzfugen und außen ist es nach romanischer Art verfugt.
Eine Besonderheit ist das kleine Jakobusfenster in der Apsis. Am Jakobustag, dem 25. Juli gegen 7 Uhr, trifft ein Sonnenstrahl die Altarplatte.
Der Innenraum vom Kirchenschiff ist barock eingerichtet. Er besitzt zwei Emporen. Lange Bänke füllen den Raum.
Die Farbgebung stammt, wie die Orgel an der Westwand der Empore, aus dem 19. Jahrhundert.
Der romanische Triumphbogen überspannt den Altarraum und ist mit Mustern verziert. Ein 800 Jahre altes Deckengemälde an der Apsisdecke zeigt Christus als Weltenrichter.
Der gotische Flügelaltar über dem Apsisbogen stand ursprünglich im Schloss Gehren.